# Death: The High Cost of Living
Death: The High Cost of Living is een driedelige serie comics uit 1993. Dit was de eerste serie die uitgeverij DC/Vertigo uitgaf die niet eerder al verscheen bij DC Comics.

## Inhoud

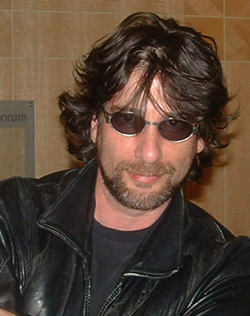
Neil Gaiman

Death: The High Cost of Living werd geschreven door Neil Gaiman en getekend door Chris Bachalo. 'Death' is de naam van het hoofdpersonage uit de miniserie, die haar oorsprong had in Gaimans titel Sandman. De dood neemt in deze miniserie de vorm aan van een zachtaardig gothic meisje, om één dag van de eeuw onder de mensen door te brengen.
In 1997 volgde een tweede - eveneens driedelige - miniserie over Death, genaamd Death: The Time of Your Life. Gaiman en Bachalo vormden hiervoor wederom een team.